# Moconesi
Moconesi est une commune italienne de la ville métropolitaine de Gênes, dans la région Ligurie.

## Histoire
De 1805 à 1814, Moconesi fit partie de l'arrondissement de Chiavari, dans le département des Apennins, créé le 6 juin 1805, dans le cadre de la nouvelle organisation administrative mise en place par Napoléon Ier en Italie et supprimé le 11 avril 1814, après la chute de l'Empire.

## Administration
| Période                                  | Période | Identité | Étiquette | Qualité |
| ---------------------------------------- | ------- | -------- | --------- | ------- |
|                                          |         |          |           |         |
| Les données manquantes sont à compléter. |         |          |           |         |

### Hameaux
Gattorna, Ferrada, Cornia, Moconesi Alto

### Communes limitrophes
Cicagna, Favale di Malvaro, Lorsica, Montebruno, Neirone, Torriglia, Tribogna